# Pellicola cinematografica

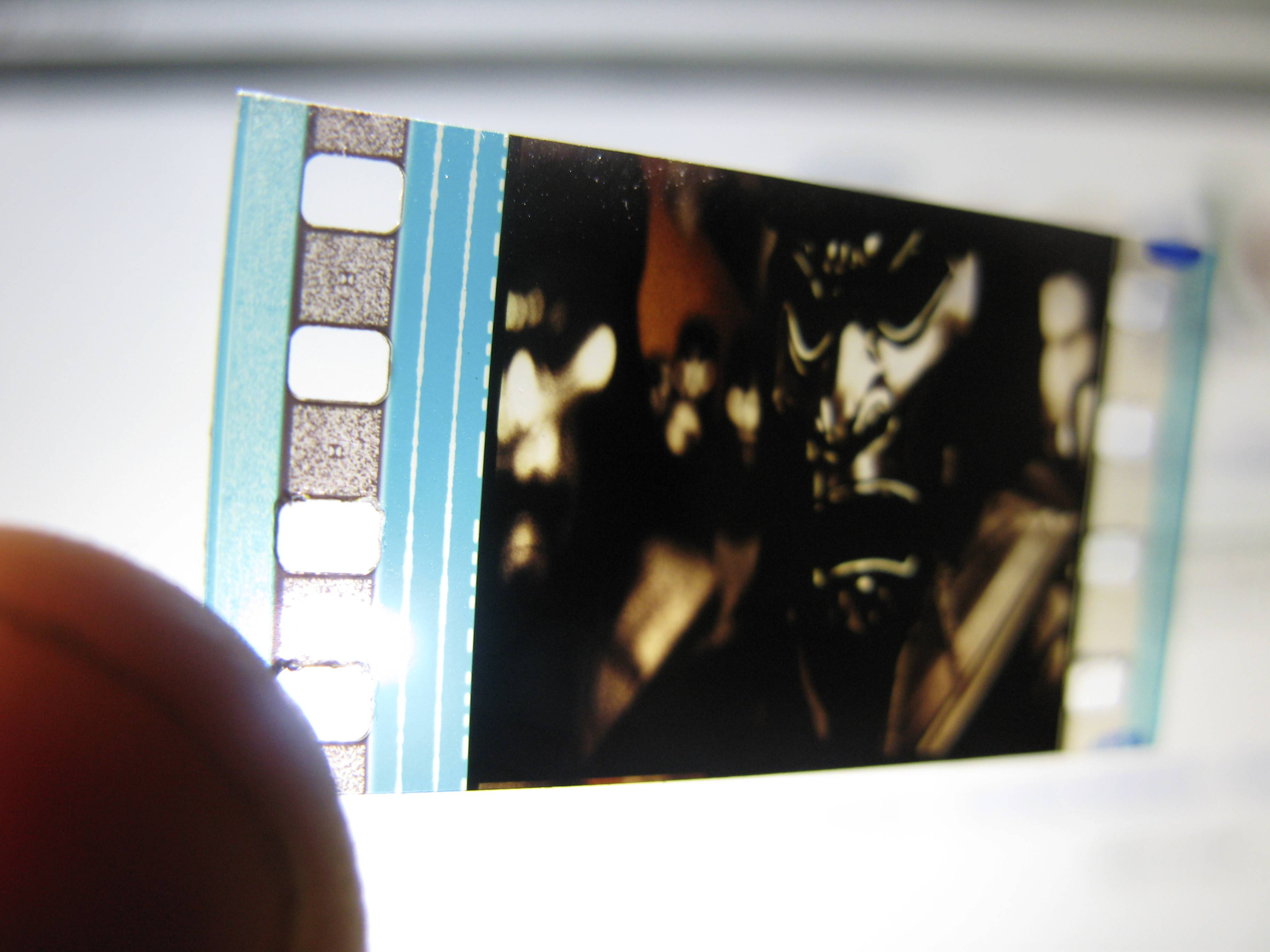
Esempio di 35 millimetri (pellicola cinematografica)

La pellicola cinematografica o film è un nastro fotosensibile impiegato nel cinema per realizzare documentazioni filmate, con funzioni diverse nelle varie fasi, dalla produzione alla distribuzione. La pellicola è un lungo nastro, o striscia, di triacetato di cellulosa o tereftalato di polietilene (poliestere, più resistente e sottile), ricoperto con uno o più strati di emulsione sensibile alla luce, in cui microcristalli di alogenuri d'argento sono dispersi in una soluzione gelatinosa trasparente. La pellicola in bianco e nero contiene un singolo strato di emulsione, mentre quella a colori ne contiene tre. 
Con riferimento alla larghezza della striscia, dal 1909, il formato normale della pellicola fu il 35 mm (con doppia fila di perforazioni su entrambi i lati e quattro coppie di fori per fotogramma, di passo 4,75 mm). Nel film 35 mm, la pista sonora è a banda ottica (che da tempo ha soppiantato quella magnetica) ed è posizionata lungo il bordo destro, accanto alla perforazione. Insieme al formato 35 mm, hanno trovato impiego nella cinematografia spettacolare, anche formati maggiori, ad esempio da 56 e da 70 mm.

## Composizione

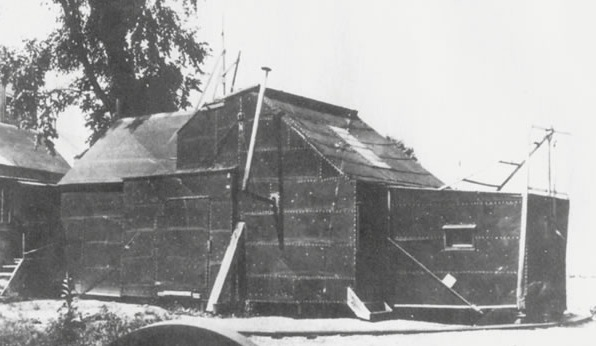
Il Black Maria, il primo studio cinematografico statunitense in cui Edison girava i primi cortometraggi e probabilmente sviluppava le prime pellicole

La pellicola cinematografica contiene una serie di immagini fotografiche (fotogrammi) che vengono proiettate in successione, tramite un apposito proiettore cinematografico. Un otturatore interrompe il flusso luminoso (sia in ripresa, sia in proiezione) nell'istante in cui avviene il passaggio tra un fotogramma e il successivo, per poi riaprirsi e mostrare il fotogramma successivo; nel cinema delle origini, avveniva mediamente 16 volte al secondo, mentre nel cinema attuale, standardizzato dal 1928 con la proiezione sonora, avviene 24 volte al secondo, cioè si vedono 24 fotogrammi per secondo (fps). 
Nei vari formati di pellicola più comuni e commerciali (8, 16 e 35 mm), ogni fotogramma è fiancheggiato da una o più perforazioni, necessarie affinché il rocchetto dentato, collegato a una croce di malta (o una griffa) possa agganciare la pellicola e farla scorrere, con moto intermittente, davanti al fascio di luce necessario alla proiezione. Il formato francese 9,5 mm Pathé Baby, era perforato al centro, tra i fotogrammi.
Sui bordi della pellicola sono collocate le tracce audio, la cosiddetta colonna sonora. Tali tracce erano fatte di pasta magnetica (stesa su un lato, per il sonoro monofonico, o su due lati per lo standard stereo), per tutti gli usi di sonorizzazione diretta casalinga o semi-professionale, adatta soprattutto alla sonorizzazione di singole copie o piccole tirature. Ma sulla maggior parte delle pellicole commerciali ad alta tiratura, a partire dal 1928, veniva "incisa" una colonna sonora ottica, mono o stereo, la cui più creativa rappresentazione si trova nel film animato Fantasia di Disney. Ampia varietà di colonne sonore sono oggi codificate secondo vari standard presenti negli attuali film 35 mm (Dolby Digital, Sony Dynamic Digital Sound, e Digital Theater System, uno standard particolare la cui traccia consente la proiezione in sincrono con un CD-ROM sul quale è registrata la vera e propria colonna sonora). 
La parte sensibile alla luce è sempre un composto a base d'argento, mentre il supporto era inizialmente in celluloide (nitrocellulosa) altamente infiammabile. Per risolvere i problemi legati agli incendi che si potevano sviluppare da questo supporto, fu introdotto prima il triacetato di cellulosa, un po' meno trasparente, ma di fatto il più diffuso a livello mondiale, e successivamente in poliestere, ancora più flessibile e resistente, quindi anche più sottile, con il vantaggio di contenere circa il 20% di film in più, a parità di diametro della bobina (detta "pizza").

## Storia
La pellicola flessibile fu una invenzione del reverendo Hannibal Goodwin, sacerdote episcopale di Newark, nel New Jersey, databile attorno al 1885, di cui depositò il brevetto nel 1887 e gli fu riconosciuto solo il 13 settembre 1888. Ma fu George Eastman, pioniere della fotografia e fondatore della Kodak, a produrre la pellicola in bianco/nero a base di celluloide, come supporto per gli alogenuri di argento fotosensibili, impossessandosi illegalmente dell'idea di Goodwin. La pellicola fu usata inizialmente nelle macchine fotografiche Kodak e poi come film per il Kinetoscopio di Edison. Intanto, in Europa, l'inventore francese Léon Bouly, il 12 febbraio 1892 inventa e brevetta il "Cinématographe Léon Bouly " (cinematografo omonimo). Brevetto che verrà acquisito nel 1895 dai Fratelli Lumière, che producevano pellicola in proprio e poi con gli anni usufruirono del nome "Cinématographe". Con l'esplosione commerciale del cinema di quegli anni, nacquero altri formati e altre possibilità, come quella della pellicola a colori. 

Per mettere ordine in un mercato caotico, dove circolavano film "pirata" e macchine contraffatte, fu indetto nel 1909 a Parigi il Congresso degli editori di film, ove si stabilì in via definitiva che la pellicola 35 mm, la più usata, avrebbe avuto quattro perforazioni per fotogramma, secondo il progetto di Thomas Edison (che l'aveva usata per primo), in luogo delle due perforazioni circolari, adottate dai Fratelli Lumière.

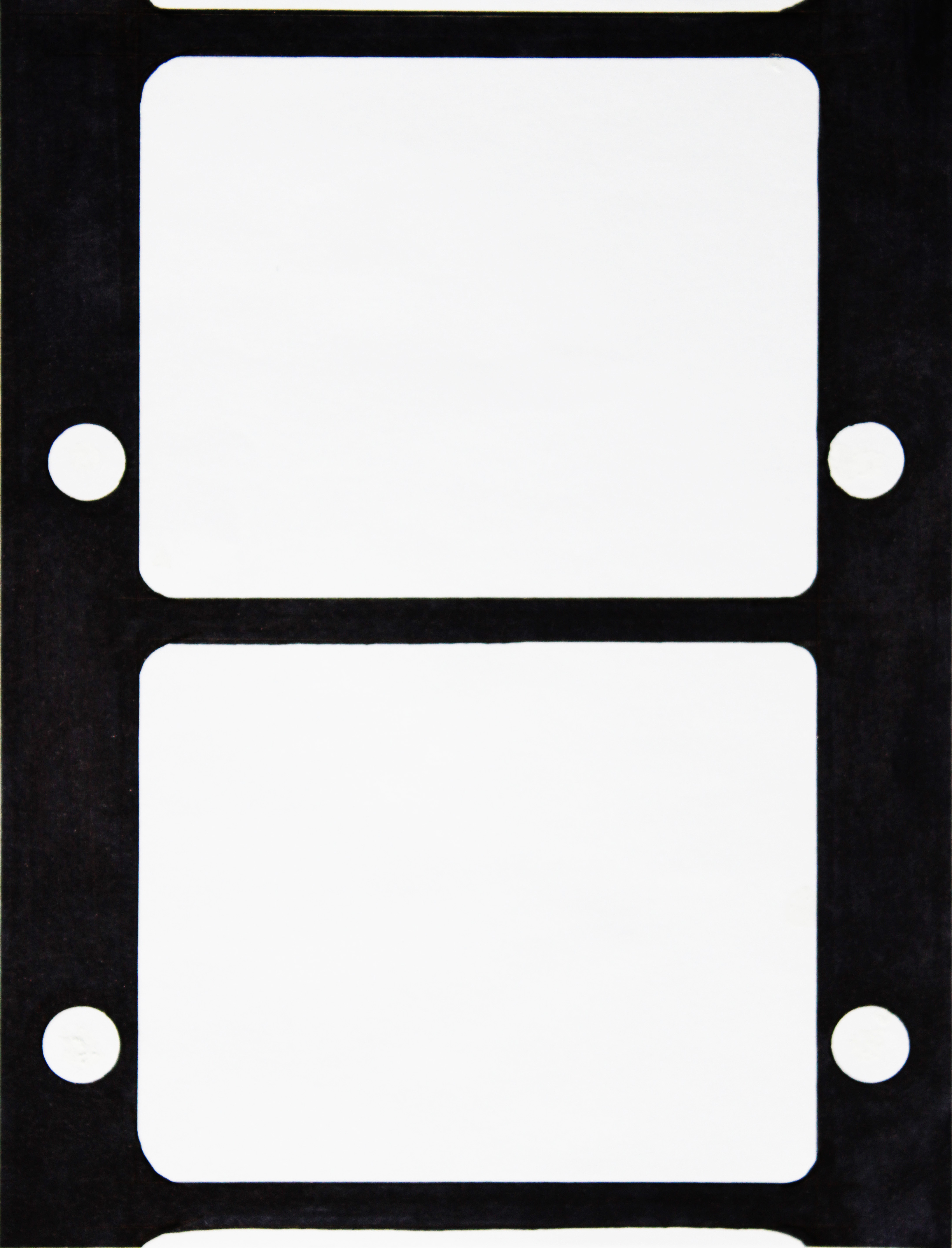
Pellicola tipo Lumière con fori tondi

### Il35mm
Si arrivò così a definire il formato 35 mm standard, che a partire dal 1928 venne modificato per accogliere anche le piste per il sonoro. In seguito vennero introdotte migliorie, nuovi formati ridotti (16 mm; 8 mm; 9,5 mm, super 8 mm, nonché molti altri formati abbandonati, per es. 17,5 e 28 mm), ma la striscia di pellicola che passava attraverso il proiettore dei cinema, fino all'avvento del digitale, non era molto diversa da quella dei film di cent'anni fa.
Ovviamente vi sono stati molti progressi sia rispetto alle emulsioni, sia rispetto al supporto. In ordine alle prime il potere risolvente e la sensibilità sono aumentati in misura tale da rendere impossibile ogni paragone. Per quanto riguarda il supporto, la pericolosa ed infiammabile celluloide è stata abbandonata a favore del triacetato di cellulosa (usato soprattutto per i negativi) ed infine, allo scadere del brevetto, del poliestere (PET, tereftalato di polietilene, polietilentereftalato), destinato alla stampa delle copie lavoro, nonché di quelle finali da proiezione giusta la sua eccezionale resistenza alla trazione ed alla usura. Come accennato nella precedente voce "composizione" le pellicole in PET sono più sottili proprio per la loro resistenza, addirittura sarebbero potute esserlo ancora di più. Se la pellicola in triacetato poteva essere spezzata con le mani, quella in poliestere resiste ad attrezzi come le pinze, cedendo solo a quelli da taglio. Tanto che se certi guasti durante la proiezione procuravano la rottura della pellicola in triacetato, in presenza della pellicola in PET talvolta i danni li subiva il proiettore. Lo spessore in uso fu stabilito per non perdere la compatibilità di entrambi i due tipi di pellicola con i proiettori, sensibili allo spessore del film.
Negli anni cinquanta l'avvento della televisione e la crisi del cinema spinsero le case cinematografiche a sperimentare nuovi formati cinematografici della pellicola di proiezione, per ottenere uno spettacolo ancora più coinvolgente e riconquistare gli spettatori: da questi esperimenti nacquero in pochi anni una serie di formati di proiezione diversi, di cui però sopravvisse soltanto l'anamorfico, che attualmente è il formato cinematografico più diffuso e (in una piccola nicchia) il Todd-AO da 70 mm.

### L'implementazione del colore
Le pellicole cinematografiche a colori arrivarono ufficialmente negli anni trenta (anche se nel 1908 venne girato A Visit to the Seaside, cortometraggio di 8 minuti a colori).
I primi sistemi d'inizio secolo furono il Kinemacolor ed il Chronochromes, poi vennero ideati il Kodachrome, il Kodacolor, ed in Italia, alla fine degli anni quaranta, il Ferraniacolor. Inoltre vi furono anche l'Ektachrome e l'Eastmancolor. Quest'ultimo è stato il primo sistema a fare uso di un negativo a colori con maschera incorporata. I negativi Eastmancolor sono anche stati usati nel Technicolor, il più famoso sistema (in realtà si tratta di una famiglia di sistemi) di cinematografia a colori, basato sulla ripresa (nella versione più matura e diffusa) con tre pellicole in bianco/nero, ognuna filtrata con uno dei tre colori primari. In fase di stampa poi avveniva il processo inverso, con un complesso trasferimento dei colori su pellicola unica, ottenendo colori vivi, fedeli e stabili nel tempo.
Altri metodi di colore meno conosciuti furono il Dufaycolor, il Gasparcolor, il Dynachrome, il Keller-Dorian, ed il Trucolor.
Si è utilizzato il Kodachrome per le diapositive ed il cinema a passo ridotto super 8 e 16 mm, l'Ektachrome prevalentemente per le diapositive e l'Eastmancolor (anch'esso Kodak) per il cinema professionale. All'Ektachrome si affiancavano anche altre pellicole simili come il Fujichrome e l'Agfachrome. Il Kodachrome aveva una qualità di colori elevata, perché è una pellicola bianco e nero, alla quale vengono aggiunti i copulanti cromogeni, cioè le sostanze formatrici dei colori, durante lo sviluppo, che è piuttosto lungo e complicato. Per questo è stato abbandonato, anche se il Kodachrome ha colori particolarmente resistenti nel tempo.
Ad oggi rimane solo l'Ektachrome, diapositiva a colori, direttamente proiettabile dopo il suo sviluppo.

## Interesse culturale
A livello nazionale, il Codice dei beni culturali e del paesaggio definisce le pellicole cinematografiche aventi carattere di rarità e di pregio come beni culturali. In tale definizione rientrano anche i relativi negativi e le sale cinematografiche. In riferimento a queste ultime, il legislatore definisce di importanza culturale il cinema d'essai, dove per legge il 70% della programmazione (o il 50% se in città inferiori ai 40 000 abitanti) è riservata appunto ai film d'essai, riconosciuti in quanto tali da una commissione del MIBACT. All'interno di questa quota almeno metà della programmazione deve però essere italiana o dell'UE.